# Coleotechnites milleri
Coleotechnites milleri (tên tiếng Anh: Lodgepole Needleminer) là một loài bướm đêm thuộc họ Gelechiidae. Nó được tìm thấy ở phần phía tây của Hoa Kỳ, cũng như Canada.
Ấu trùng ăn Pinus contorta and is considered one of the most destructive defoliators of Lodgepole pine forests.